# Farine de châtaigne

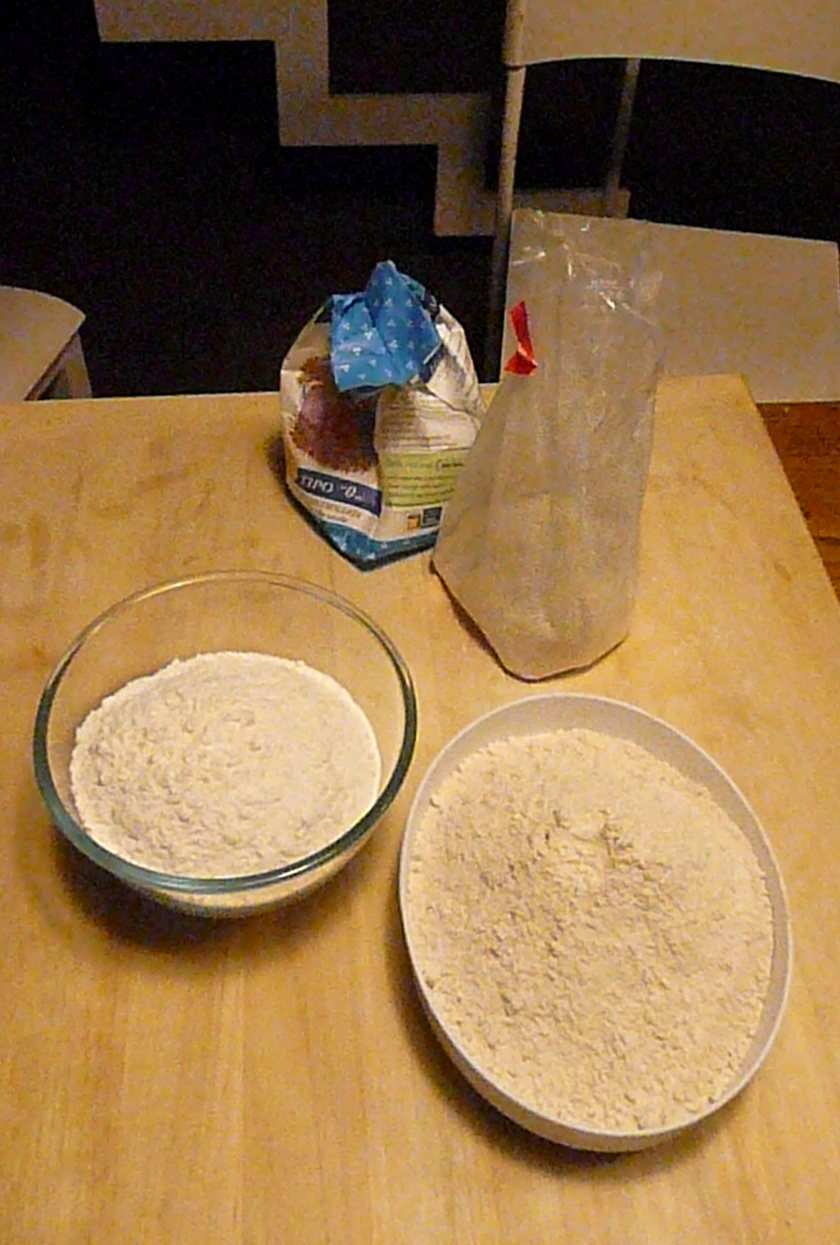
Farines de châtaigne (à droite) et de froment (à gauche) pour panification.

La farine de châtaigne est une farine à base de châtaigne, fruit particulièrement riche en sucres lents. Elle sert à confectionner des gâteaux, crêpes, pâtes à tarte, ou pâtes alimentaires.

## Histoire
Le châtaignier fut introduit pour la première fois en Corse par les Génois: la farine de châtaigne devint ainsi durant des siècles la base de l'alimentation des Corses, notamment sous forme de pulenda, galette usuellement consommée avec de la charcuterie ou de la viande et qui constituait le « pain du pauvre », les classes plus aisées ayant accès au pain blanc. Elle fut également consommée massivement dans les Cévennes après les mauvaises récoltes céréalières et permit d'éviter les famines dans cette région. Cela valut au châtaignier le surnom « d'arbre à pain ».

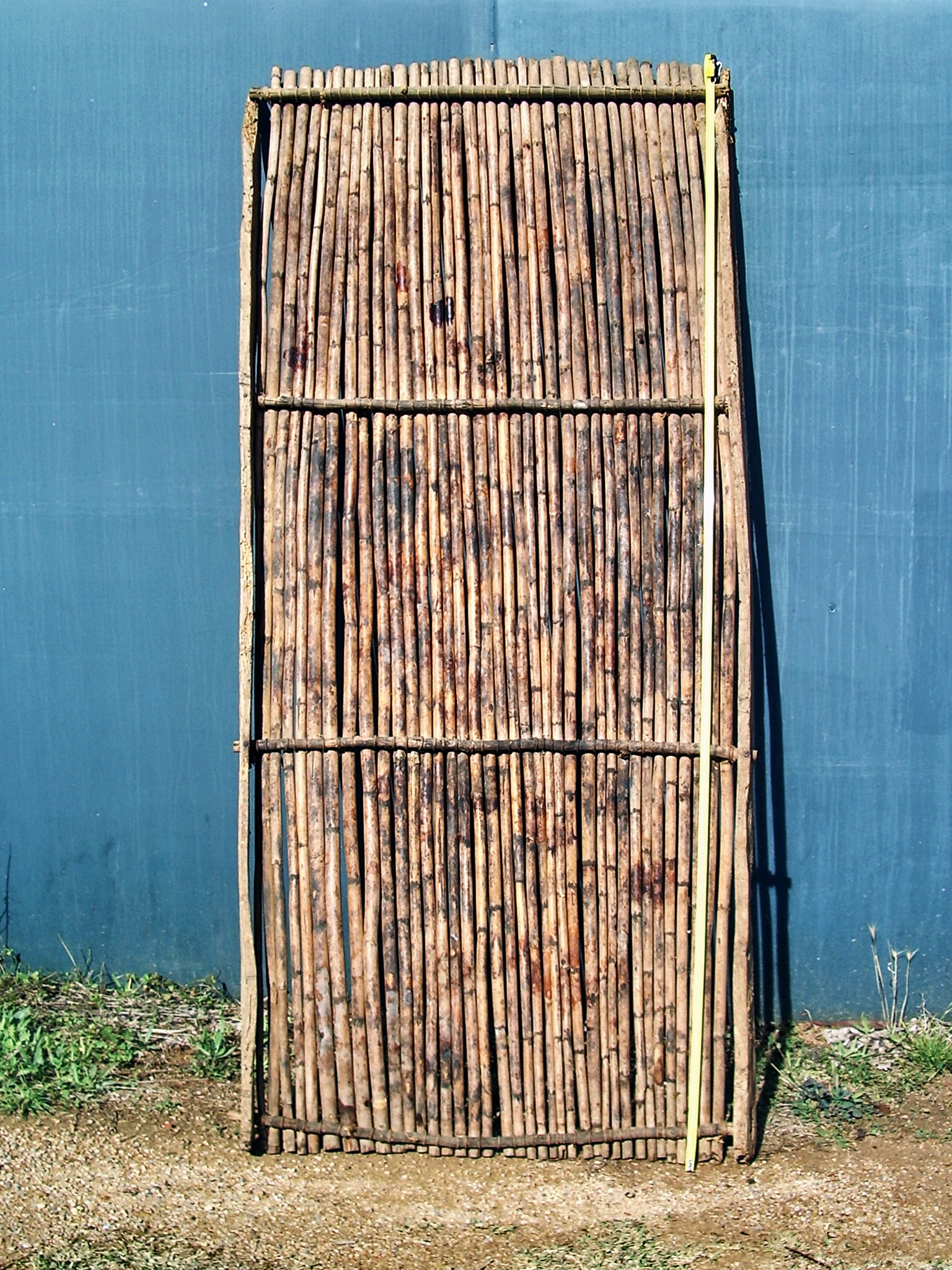
Claie (reproduction) pour sécher les figues ou les châtaignes en Provence.

Antoine Parmentier étudia particulièrement les avantages nutritifs de la châtaigne. Ce fut dans le cadre de ces travaux qu'il publia, en 1780, son Traité de la Châtaigne. Historiquement, le châtaignier est arrivé en Europe occidentale via la Grèce et l'Italie dès le Ier siècle. II y prospéra dans les ubacs du Midi jusqu'à une altitude de 600 à 700 mètres. Cette implantation fut favorisée par un climat de type méditerranéen, idéal pour que la pollinisation se fasse dans d'excellentes conditions. 

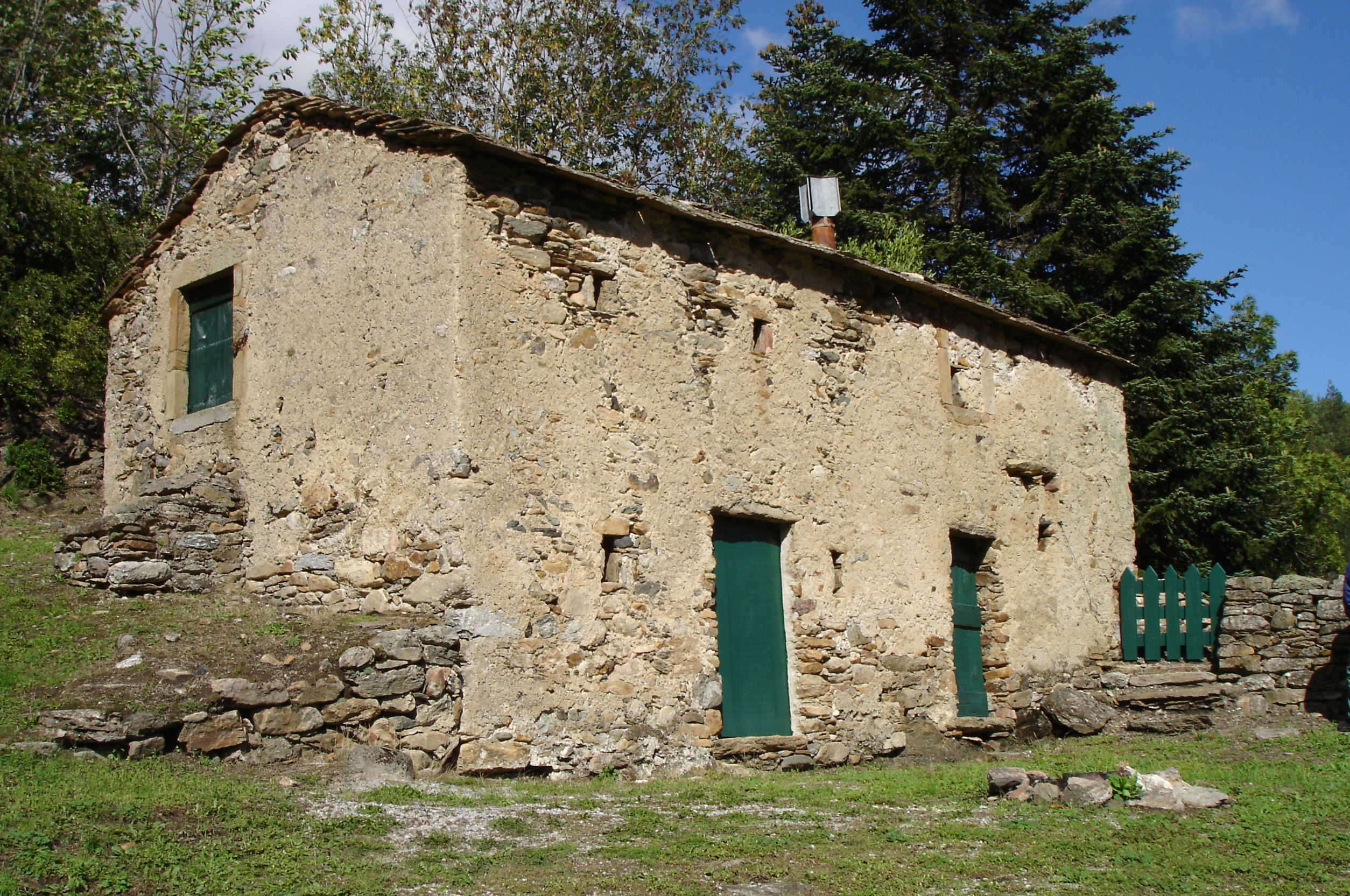
Un secadou, cabanon spécialement construit dans le Haut Languedoc pour sécher les châtaignes sur des claies.

Comme ces châtaigniers sauvages ne fournissaient que des fruits médiocres, l'homme sélectionna rapidement les arbres de meilleur rapport, dits à fruits, produisant des châtaignes de qualité supérieure. La pratique de la greffe améliora encore l'adaptation de cet arbre à des terroirs spécifiques et permit d'étendre son territoire, ce qui provoqua un essor démographique. La châtaigne peut être utilisée fraîche et peut se conserver par dessiccation. Pour cela était utilisé le séchoir, dénommé clède, clée, clédier ou clédo. Cette châtaigne sèche, ou châtaignon, pouvait être conservée jusqu'à trois ou quatre ans. Réduite en farine, elle servait à préparer du pain dit pain de bois en la mélangeant à de la farine de blé, de seigle ou d'orge. Sans être mélangée cette farine servait à préparer des crêpes, des beignets, des gaufres, et toutes sortes de galettes.

## Farine sans gluten

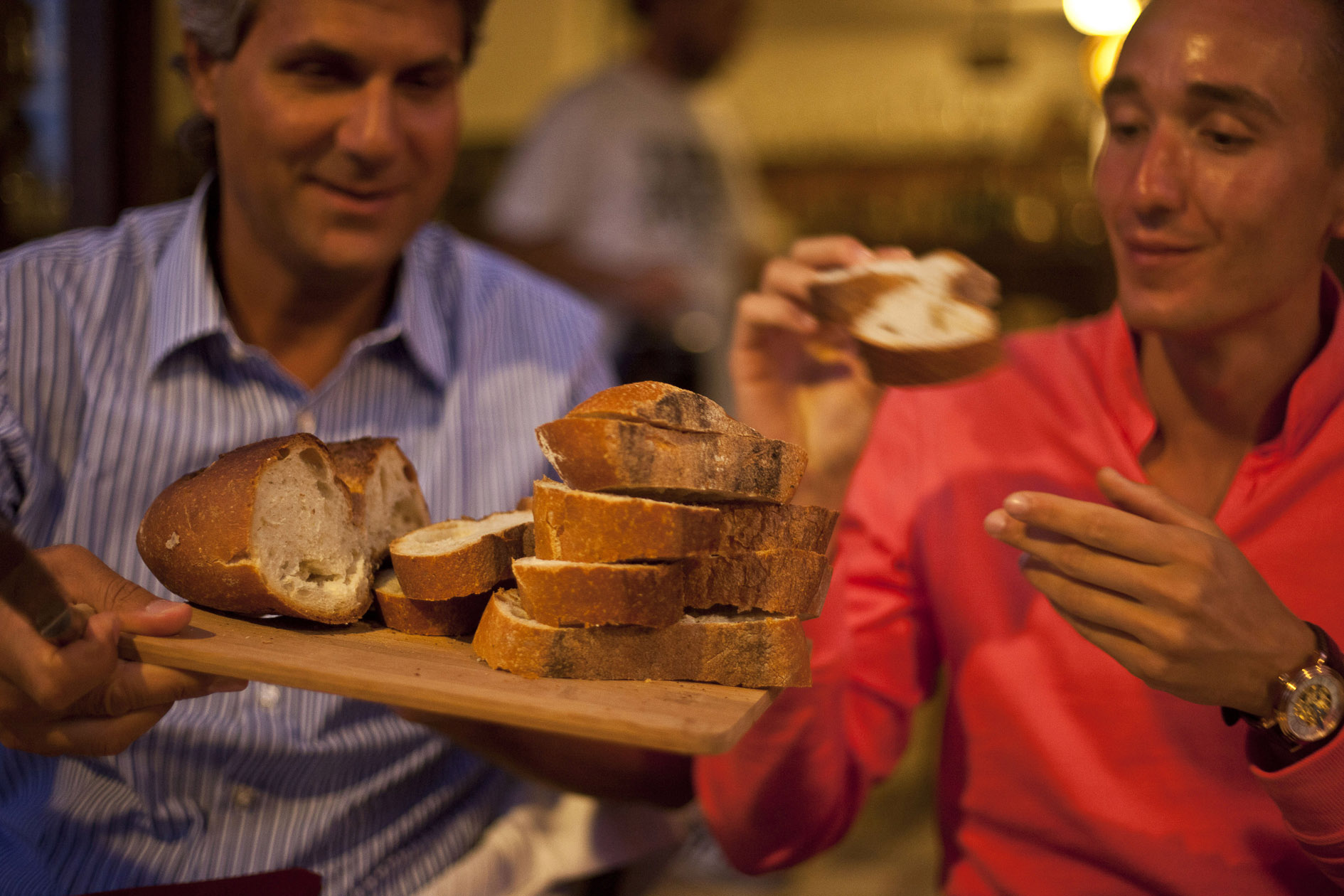
Pain sans gluten à la farine de châtaigne.

La farine de châtaigne ne contient pas de gluten. Elle possède, en outre, de réels atouts nutritionnels. Contrairement à d'autres farines sans gluten, pauvres en éléments nutritifs indispensables, elle contient des protéines, des acides aminés essentiels, des fibres tout en ayant une faible quantité de matière grasse. En outre, elle contient aussi de la vitamine E, des vitamines du groupe B, du potassium, du phosphore, du magnésium (éléments manquant souvent dans les produits sans gluten),. 
Ces avantages face à d'autres farines alternatives (sarrasin, riz, maïs, etc.) ont été mis récemment en évidence dans une étude du Department of Food Engineering Middle East Technical University, à Ankara. Pour optimiser les bénéfices santé et les atouts nutritionnels de la farine issue des châtaignes, ils ont mis en exergue « qu'une bonne formulation d'une pâte sans gluten s'obtient en mélangeant de la farine de châtaigne et de la farine de riz dans un ratio 30/70 en y ajoutant, de plus, un mélange hydrocolloïde xanthane-guar et un émulsifiant DATEM (E472e) ». Ces proportions permettent d'obtenir un pain dont les caractéristiques organoleptiques et gastronomiques sont très correctes. Le seuil est très strict puisque des « niveaux plus élevés de farine de châtaigne conduisent à une altération des paramètres de qualité (faible volume du pain, texture plus dure, couleur plus foncée). ».

## LabelsAOC,AOP
- Châtaigne d'Ardèche AOC
- Farine de châtaigne corse
- Farina di Neccio della Garfagnana
- Farina di Castagne della Lunigiana